# Ушаков Дмитро Аркадійович
Дмитро Аркадійович Ушаков  (рос. Дмитрий Аркадьевич Ушаков, 15 серпня 1988) — російський стрибун на батуті, олімпійський медаліст.

## Виступи на Олімпіадах
| Олімпіада   | Дисципліна | Місце |
| ----------- | ---------- | ----- |
| Пекін 2008  | особисті   | 6     |
| Лондон 2012 | особисті   | 2     |
| Ріо 2016    | особисті   | 5     |